# Leland Sklar
Leland "Lee" Bruce Sklar (ur. 28 maja 1947 w Milwaukee) – amerykański muzyk, kompozytor i wokalista, multiinstrumentalista, znany głównie jako basista. Absolwent California State University. Brał udział w nagraniach ponad 2,5 tys. płyt. Współpracował z takimi wykonawcami jak, m.in.: Graham Nash, David Crosby, Billy Cobham, Linda Ronstadt, Neil Sedaka, Carole King, Carly Simon, Rod Stewart, Rita Coolidge, American Flyer, Chuck Girard, Cher, Donovan, Phil Collins, Glen Campbell, Michael Omartian, Barry McGuire, Yvonne Elliman, Leo Sayer, Stephen Bishop, Shawn Phillips, Mary MacGregor, Carole Bayer Sager, Alice Cooper, Gail Davies, Billy Thorpe, Richie Furay, Dave Lambert, Randy Edelman, Donna Summer, Danny Kortchmar, Natalie Cole, Dolly Parton, Phil Keaggy oraz Allan Clarke. W latach 70. grał w zespole rocka instrumentalnego The Section, którego był współzałożycielem. Od 2016 roku pozostaje członkiem koncertowego składu zespołu Toto w którym zastąpił oryginalnego basistę formacji Davida Hungate'a. Wraz z grupą współpracował wcześniej, także jako muzyk koncertowy w 2007 i 2008 roku. Basista grupy The Immediate Family, którą współtworzą gitarzyści sesyjni Danny Kortchmar, Waddy Wachtel, Steve Postell oraz perkusista Russ Kunkel. Od 2022 roku członek koncertowej grupy Lyle Lovett and His Large Band.

## Instrumentarium
| - Gitara basowa własnej konstrukcji, tzw. "Frankenstein", specyfikacja nieznana - Dingwall Lee Sklar Signature Bass Z2 - Warwick Lee Sklar Signature Bass - Yamaha TRB5 Fretless Bass Guitar - Washburn AB45 Fretless Acoustic Bass Guitar |  | - Warwick Star Bass II - Hofner Violin Bass Guitar - Euphonic Audio iAMP 800 Combo Amplifier - Boss OC-2 Octave Divider Pedal - GHS Super Steels Bass Strings |

## Filmografia
- "Legends of Bass" (2012, film dokumentalny, reżyseria: Jack Edward Sawyers)[13]
- "The Byrd Who Flew Alone: The Triumphs and Tragedy of Gene Clark" (2013, film dokumentalny, reżyseria: Jack Kendall, Paul Kendall)[14]

## Muzyka filmowa
- "Jimi: All Is by My Side" (2013, film fabularny, reżyseria: John Ridley)[15]

## Wybrana dyskografia
| - Graham Nash, David Crosby – Graham Nash / David Crosby (1972, Atlantic Records) - Billy Cobham – Spectrum (1973, Atlantic Records) - Linda Ronstadt – Don't Cry Now (1973, Asylum Records) - Neil Sedaka – Sedaka's Back (1974, Polydor Records) - Carole King – Thoroughbred (1975, Ode Records) - Carly Simon – Playing Possum (1975, Elektra Records) - Rod Stewart – Atlantic Crossing (1975, Warner Bros. Records) - Rita Coolidge – It's Only Love (1975, A&M Records) - Barbi Benton – Something New (1976, Playboy Records) - American Flyer – American Flyer (1976, United Artists Records) - Chuck Girard – Glow In The Dark (1976, Good News Records) - Cher – I'd Rather Believe In You (1976, Warner Bros. Records) - Donovan – Slow Down World (1976, Epic Records) - Glen Campbell – Bloodline (1976, Capitol Records) - Michael Omartian – Adam Again (1977, Myrrh) - Barry McGuire – Have You Heard (1977, Sparrow Records) - Yvonne Elliman – Night Flight (1978, RSO Records) - Leo Sayer – Leo Sayer (1978, Chrysalis Records) - Stephen Bishop – Bish (1978, ABC Records) - Shawn Phillips – Transcendence (1978, RCA Records) |  | - Mary MacGregor – In Your Eyes (1978, Ariola Records America) - Carole Bayer Sager – ...Too (1978, Elektra Records) - Alice Cooper – From the Inside (1978, Warner Bros. Records) - Gail Davies – Givin' Herself Away (1982, Warner Bros. Records) - Billy Thorpe – Children Of The Sun (1979, Polydor Records) - Richie Furay – I Still Have Dreams (1979, Asylum Records) - Dave Lambert – Framed (1979, Polydor Records) - Randy Edelman – You're The One (1979, Arista Records) - Donna Summer – The Wanderer (1980, Geffen Records) - Danny Kortchmar – Innuendo (1980, Asylum Records) - Natalie Cole – Don't Look Back (1980, Capitol Records) - Dolly Parton – 9 To 5 And Odd Jobs (1980, RCA Records) - Phil Keaggy – Ph'lip Side (1980, Sparrow Records) - Allan Clarke – Legendary Heroes (1980, Elektra Records) - Byron Berline – Outrageous (1980, Flying Fish) - Laura Branigan – Branigan (1982, Atlantic Records) - Paul Anka – Walk A Fine Line (1983, CBS Records) - Gail Davies – What Can I Say (1983, Warner Bros. Records) - Phil Collins – No Jacket Required (1985, Virgin Records) - Jennifer Rush – Heart Over Mind (1987, CBS Records) |